# Igor Danilov
Pour les articles homonymes, voir Danilov.
Igor Vasilyevich Danilov (en russe : Игорь Васильевич Данилов), né le 15 août 1965 à Léningrad en RSFS de Russie, est un ancien footballeur professionnel russe.

## Biographie
Il fait ses débuts professionnels dans le championnat soviétique en 1986 avec le FC Zénith Leningrad. Avec le Zenit, il dispute un match de Coupe UEFA 1987-1988 en rentrant en jeu face au Club Bruges.

## Palmarès
- Finaliste de la Coupe de Fédération Soviétique en 1986 avec le Zénith Leningrad.